# Casa Magí Llorenç
La Casa Magí Llorenç és un monument del municipi de Lleida protegit com a bé cultural d'interès local.

## Descripció
Edifici d'habitatges en cantonera, de planta baixa i quatre pisos. Façana que matisa la perspectiva horitzontal amb balconades corregudes rematant el xamfrà amb tribuna envidriada. Alguns interiors conserven els originals enteixinats al sostre i pintures murals modernistes. Escales de pedra, estructura mixta de murs i pilars, forjats de fusta i volta catalana, balconada de forja i pilars de fosa. No té gaire perspectiva aquest magnífic edifici que fa cantonada entre els carrers Major i Cavallers; del que fou el promotor Jordi Llorens, de professió banquer, que s'hi traslladaria a viure; l'arquitecte va ser Francisco Lamolla i Morante (Lleida, 1869- Osca 1928), i el període de construcció va dilatar-se des de l'any 1898 fins a l'any 1907. A finals de la dècada de 1990 i principis dels 2000 l'edifici va ser rehabilitat i l'interior va ser completament reformat.

## Història
El banquer Jordi Llorens, fill del fundador de la Banca Llorens, Magí Llorens, encarregà aquest edifici al Carrer Major el 1897. La idea era fer una casa d'estil modernista, que tant d'èxit tenia a l'eixample de Barcelona. En aquesta casa, coneguda com La Pedrera de Lleida, hi visqué el poeta Magí Morera. Enric Serecigni inaugurà als baixos de la casa el Porfoliograph l'any 1908, que fou de les primeres sales de projecció de cinema. Els seus murs han acollit també altres petits fragments de la història de la ciutat: s'hi va instal·lar la impremta de Joventut Republicana, la Creu Roja, l'estudi de Ràdio Lleida, i també la franquista Organización Juvenil Española (OJE) que va requisar-ne un pis després de la guerra civil espanyola per instal·lar-hi el seu servei de propaganda franquista juvenil Durant el temps que va ocupar la casa la OJE, es perderen elements ornamentals, sobretot del ferro forjat dels interiors, i no es van preocupar per conservar-la. Posteriorment, s'hi feren reformes interiors.
Jordi Llorens deixà la casa als hereus, essent-ne la més beneficiada la seva filla Maria Mercè Llorens i Riba que es va casar amb Pedro Fuertes de Geralt, fill del catedràtic i enginyer Pedro Fuertes Bardaji, que va ser President de la Diputació de Lleida (1894-96) i Director de l'Institut de Lleida (l'antic Roser) Arxivat 2017-08-10 a Wayback Machine.. Maria Mercè Llorens cedí la casa al seu fill Fernando Fuertes Llorens, que davant la manca d'ajuts públics per restaurar-la, juntament amb altres propietaris van arribar a un acord per restaurar-la integralment l'any 1998 amb l'empresa Construccions Ribó per tal de reconvertir-la en un edifici de pisos i locals comercials. L'estat de conservació que presentava en aquell moment era força dolent.